# Cabelo
O cabelo (do latim capĭllus) é cada um dos pelos que se encontram no couro cabeludo, e consiste em um filamento de proteína que se desenvolve a partir de folículos encontrados na derme. A diferença entre a queratina da camada córnea e a queratina do cabelo é que, nos cabelos, as células estão sempre unidas entre si, dando origem a uma estrutura proteica bastante rígida e resistente. O fio de cabelo consiste em uma raiz localizada em um folículo piloso e uma haste que se projeta para cima, acima da superfície da epiderme.
O corpo humano, além de áreas de pele glabra, é coberto por folículos que produzem pelos finos terminais e pelos espessos. Os interesses mais comuns sobre o cabelo concentram-se no crescimento do cabelo, nos tipos de cabelo, nos cuidados com os cabelos e os processos de coloração e descoloração dos mesmos, mas o cabelo também é um importante biomaterial composto principalmente de alfa-queratina.
Os cabelos se distribuem por quase toda a superfície corporal. Em um adulto, o número aproximado de cabelos é de cerca de cinco milhões, distribuídos de forma desigual por todo o corpo. Existem cerca de um milhão na cabeça, com aproximadamente 150.000 fios na região do couro cabeludo.
O cabelo é uma das características que definem os mamíferos e também é considerado homólogo à escamas de répteis e penas de aves, tendo uma origem evolutiva em comum em todos os Amniota, estas estruturas desempenham um papel fundamental na proteção contra microrganismos e radiação solar, sendo estruturas fundamentais para a sobrevivência de diferentes espécies.

## Estrutura e composição química

### Estrutura
O cabelo humano é formado por quatro unidades estruturais, sendo elas: medula localizada próxima ao eixo central do fio, o córtex posicionado ao redor da medula, as cutículas as quais apresentam várias camadas sobrepostas que protegem o córtex, e o complexo de membrana celular que une as partes não queratinizadas. Os fios crescem a partir do bulbo capilar localizado na derme por meio de estruturas chamadas folículos.
A cutícula é composta por uma estrutura bastante disforme e incolor sendo formada, comumente, por células em forma de “escamas” de 350 a 450 nm de espessura. Cada camada é constituída por 4 subunidades, sendo elas: Epicutícula, Camada A, Exocutícula e Endocutícula.
No folículo capilar, o filamento pode ser dividido em três áreas ao longo de seu eixo, a zona de diferenciação e síntese localizada nas proximidades do bulbo, onde é realizada a síntese de novas células capilares, a zona de queratinização, onde é dada a estabilidade ao filamento, e a região permanente onde a fibra permanente é formada. Há uma área no centro do bulbo que controla o crescimento do cabelo durante seus ciclos de estágios de crescimento esta região é chamada de papila Dermal.
O cortéx é a região intermediária onde transformamos, de todas as formas, a estrutura do cabelo. Nesta região encontramos as seguintes ligações químicas:
- ligação salina: no simples ato de molhar o cabelo a sua extensão é aumentada.
- ligação de hidrogênio: a deformação acontece quando transformamos temporariamente o cabelo.
- ligação de enxofre (também conhecido como Ponte de Dissulfeto): só é rompida através de ação química (como amônia, por ex.) e sua transformação é permanente naquele fio ou física (aquecimento) sua transformação é temporária.

Representa o coração do fio capilar. O grau de resistência, elasticidade e a cor do pelo dependem de sua estrutura. O diâmetro do córtex é determinado em função do número de células presentes no bulbo que podem se multiplicar. A fibra do pelo possui de 2 a 3 tipos de células do córtex. Esses tipos de células são:
- ORTHO CÓRTEX: tem baixa quantidade da substância enxofre (menos que 3%).
- PARA CÓRTEX: tem uma alta quantidade da substância enxofre (cerca de 5%).
- MESO CÓRTEX: possui grande quantidade do aminoácido cistina.

### Composição Química
O cabelo é composto por filamentos proteicos, majoritariamente formados por uma proteína denominada queratina, mais especificamente alfa queratinas. As alfa queratinas são proteínas cuja estrutura apresenta um formato muito característico devido às estruturas secundárias de alfas hélices.  Essas queratinas apresentam, em suas cadeias, um aminoácido denominado cisteína. Este aminoácido apresenta papel muito importante para a estrutura tridimensional da proteína pois apresenta uma cadeia lateral contendo enxofre (S). Ao entrar em contato com os resíduos de demais cadeias, esses S interagem entre si fortemente, criando ligações denominadas ligações ou pontes dissulfeto.
Uma sequência de alfa queratinas forma uma estrutura maior chamada filamento, e tais filamentos interligados paralelamente formam outra estrutura denominada macrofibrila. Um fio de cabelo é composto por filamentos, macrofibrilas e, principalmente, uma matriz interior denominada córtex, composta por água, lipídeos, melanina (responsável pela coloração) e alguns metais. Toda essa estrutura é envolta por uma substância chamada cutícula, responsável por evitar a desidratação do fio.

## Saúde dos cabelos

### Lavagem
No couro cabeludo, região onde encontram-se os folículos capilares, estão situadas também certas glândulas denominadas glândulas sebáceas, que produzem uma substância oleosa que envolve os fios de cabelo e sugere uma maior impermeabilização e proteção do fio. Entretanto, devido ao seu caráter viscoso, sujeiras e demais substâncias indesejadas que são encontradas no meio acabam aderindo-se a ela. É necessário, portanto, exercer constantemente um processo de limpeza nos fios.
Óleos, assim como gorduras, são substâncias orgânicas denominadas lipídeos, e apresentam como característica o fato de serem cadeias apolares, ou seja, hidrofóbicas. Portanto, não interagem bem com a água, que consiste em um composto polar. Eles formam, assim, regiões agregadas. Logo, uma simples lavagem com água não é o bastante para retirar a camada de gordura acumulada.
Dado esse fator, foram criadas substâncias cujos componentes são surfactantes, isto é, apresentam características anfipáticas: possuem uma região apolar e uma polar. A região apolar interage com os lipídeos, ligando-se a eles, enquanto a polar é hidrofílica e pode ser lavada com água. Essas substâncias são chamadas de Shampoos.
O shampoo, por ser anfifilico, agrega-se em forma micelar quando em contato com um agente polar. Essas estruturas consistem no principal mecanismo de ação do surfactante: a região interna apolar interage com a gordura do cabelo, que também apresenta-se de forma a minimizar o contato com a água. A região externa apolar liga-se à água e o conjunto, portanto, é facilmente lavado.
Um fato importante de se notar nos shampoos é a que, dado que são substâncias tensoativas, apresentam características básicas (pH>7) em suas cadeias . Os cabelos, devido à presença de lipídeos e ácidos graxos, possuem pH ácido (4<=pH<=5). É necessário que os shampoos sejam balanceados para que não haja uma alteração muito brusca do pH do meio capilar.
Existem diferentes tipos de surfactantes utilizados, e essa variabilidade nas estruturas pode ser explorada devido à diferença na atuação nos fios e assim, diferença nos tipos de reparos efetuados pelo shampoo.
É importante ressaltar que, em contato com meios muito ácidos, pontes de hidrogênio e interações iônicas são quebradas, visto que a estrutura das proteínas é excessivamente protonada. Assim, os fios podem ficar pouco maleáveis e quebradiços. No caso do contato com meios muito básicos, a estrutura é excessivamente desprotonada rompendo ligações dissulfeto. Isso pode causar desde o surgimento de pontas duplas à queda dos fios. Portanto, métodos alternativos e naturais de tratamento capilar, caso não sejam efetivamente testados e comprovados, são perigosos e podem causar efeitos adversos aos esperados.

### Cabelos danificados
Cada fio de cabelo é coberto por uma camada de escamas bem fechadas, chamadas cutículas, que protegem o interior do cabelo. Nos cabelos saudáveis, essa cutícula tem um padrão regular, o que mantém as moléculas de água e de proteína seladas dentro do cabelo, mantendo-o maleável, com brilho, forte e macio. Os cabelos danificados, por sua vez, apresentam um desgaste provocado por produtos químicos (permanentes, produtos inadequados, tinturas, descoloração, alisamentos, etc.), além dos danos físicos (exposição excessiva aos raios UV, uso de secadores, escovação brusca). Em ambos os casos, ocorrem anomalias na disposição das cutículas e, consequentemente, na estrutura dos fios e do couro cabeludo. Nos cabelos danificados, as escamas estão abertas, o que provoca perda de brilho, umidade e resistência. É por isso que eles necessitam de um tratamento profundo e intensivo. A camada hipolipídica que protege o cabelo, a pele e a unha têm pH ácido, um valor compreendido entre 4,2 e 5,8 na escala de pH que varia de 1 a 14 e a escala 7 é neutro. Dessa forma, todos os produtos que entram em contato com o corpo humano devem ser neutros (pH igual ao do cabelo, pele e unha) ou levemente ácidos. Se lavarmos o cabelo com shampoo alcalino, por exemplo, suas cutículas abrem, ele fica sem brilho, difícil de pentear e embaraçado. As pontas duplas ocorrem quando a parte exterior do fio do cabelo (cutícula) é removida e a parte interior do cabelo (córtex) fica totalmente exposta.

## Coloração e descoloração de cabelos

Estrutura da melanina

A coloração do cabelo é determinada, principalmente, pela sua composição química, porém, a atuação de agentes externos podem alterar, temporariamente, a sua coloração. Os grânulos de melanina, produzidos na matriz por células denominadas melanócitos, são os principais compostos que atuam na determinação da cor dos cabelos, além de serem responsáveis pela capacidade de fotoproteção contra a radiação ultravioleta emitida pelos raios solares. Com diferentes níveis do pigmento melanina, os cabelos naturais são basicamente das seguintes cores: loiros, ruivos, castanhos e pretos. Entretanto, podem ser tingidos e adquirirem praticamente todos os tipos de cores. A falta de melanina nos cabelos humanos provoca uma cor esbranquiçada, podendo ser processo decorrente do envelhecimento ou fator genético, como o albinismo.

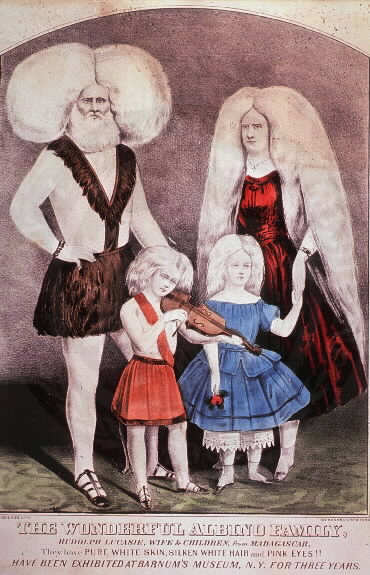
Uma família de albinos em pintura para exposição, usualmente é fato curioso pois seus cabelos são esbranquiçados.

Essencialmente, há dois tipos de melanina: a Eumelanina e a Feomelanina. A Eumelanina é quem concede o tom amarronzado dos cabelos enquanto A Feomelanina é que confere a coloração avermelhada. As diferentes quantidades desses dois tipos de melanina na composição química dos cabelos são os principais fatores que influenciam a enorme variedade de tons e cores de cabelo existentes.
Quando deseja-se pintar o cabelo a fim de alterar a sua cor natural, realiza-se o procedimento de descoloração. O processo de descoloração de cabelos envolve, primordialmente, agentes oxidantes, promovendo, assim, a dissolução dos grânulos de melanina. Após a dissolução dos grânulos, o clareamento das fibras capilares é intensificado pelo íon persulfato contido em produtos descolorantes. Além dos compostos mencionados que estão envolvidos no processo de oxidação, surfactantes, conservantes e aditivos são essenciais para o ajuste do pH e para a catalização das reações. Essa sequência de reações ocorre, geralmente em pH alcalino (8 a 10) a fim de evitar a quebra das ligações de hidrogênio que são de grande importância para a estrutura proteica dos cabelos. Devido ao crescimento unidirecional dos cabelos, novas aplicações de tinturas nas raízes se fazem necessárias ao longo do tempo.

## Tipos de cabelo
Apesar de apresentarem uma estrutura química semelhante, ou seja, possuírem uma mesma composição proteica, sabe-se que existem diferentes tipos de categorias capilares, divididas pelo fenótipo aparente. Os tipos podem variar dependendo da origem étnica e/ou herança genética das pessoas, que podem ser: asiáticas, caucasianas e africanas. Mesmo que não apresentem diferenças relevantes na composição dos aminoácidos nas cadeias polipeptídicas, estudos encontraram algumas diferenças entre os aspectos geométricos e mecânicos, mas o entendimento do porquê existem diferentes tipos e texturas ainda não foi completamente obtido, embora existam teorias.
Sabe-se que, devido a análise das fibras capilares utilizando métodos de difração por raio-x, os diferentes tipos de cabelo apresentam, em média, diâmetros e formatos ligeiramente distintos, que variam em um mesmo fio de região para região também. Os cabelos do tipo africano apresentam uma área de secção mais elíptica em comparação aos tipos caucasiano e asiático, embora possuam também a maior taxa de dispersão da amostra. O cabelo do tipo asiático, por sua vez, é o que apresenta maior área de secção média.
Como foi comentado, não se sabe ao certo o motivo dos cabelos apresentarem uma variação textural, dado que possuem uma mesma estrutura peptídica. Entretanto, existe um estudo [4] que aponta que a principal causa das diferenças observadas advém não do formato da área de secção do filamento em si, mas sim do folículo capilar em si. Folículos capilares de cabelos africanos apresentam um formato mais curvado, como um S, e uma retro curvatura na região do bulbo, diferentemente do que é observado no caso de folículos de cabelos lisos caucasianos. Além disso, foi observado um formato ligeiramente assimétrico de folículos nos cabelos africanos. Essa estrutura curvada também foi encontrada no bulbo de cabelos caucasianos encaracolados, o que sugere que algumas características não são exclusivas de cabelos do tipo africano.

Existem várias classificações dos fios de cabelos humanos e boa parte delas se assemelham em alguns pontos e, dentre as principais classificações, constam:

### Classificação Andre Walker
| Tipo 1: Cabelos lisos     | Tipo 1: Cabelos lisos | Tipo 1: Cabelos lisos |
| ------------------------- | --------------------- | --- |
| 1a                        | Lisos (Fino)          | O cabelo tende a ser muito macio, brilhante, oleoso e pobre em cachos, mas é difícil de danificar.                                      |
| 1b                        | Lisos (Médio)         | Cabelo caracterizado por volume e corpo.                                                                                                |
| 1c                        | Lisos (Grosso)        | O cabelo tende a ser liso e difícil de enrolar. Comum em mulheres asiáticas.                                                            |
| Tipo 2: Cabelos ondulados |                       | |
| 2a                        | Ondulados (Fino)      | O cabelo tem um padrão definido em "S" e geralmente é receptivo a uma variedade de estilos.                                             |
| 2b                        | Ondulados (Médio)     | Pode tender a ser frisado e um pouco resistente ao estilo.                                                                              |
| 2c                        | Ondulados (Grosso)    | Frizzy ou muito crespo com ondas mais grossas; muitas vezes mais resistente ao estilo.                                                  |
| Tipo 3: Cabelos cacheados |                       | |
| 3a                        | Cacheados (solto)     | Cabelos cacheados que geralmente apresentam um padrão definido em "S" e tendem a combinar espessura, plenitude, corpo e / ou frizzness. |
| 3b                        | Cacheados (apertado)  | Como 3a, mas com curvas mais apertadas como uma espiral.                                                                                |
| Tipo 4: Cabelos crespos   |                       | |
| 4a                        | Crespos (Soft)        | O cabelo tende a ser muito frágil, bem enrolado e pode ter um padrão ondulado.                                                          |
| 4b                        | Crespos (Wiry)        | Como 4a, mas com padrões menos visíveis (ou não).                                                                                       |
| 4c                        | Crespos (Wiry)        | Como 4a e 4b, mas com quase nenhum padrão de onda definido.                                                                             |

## Funções
Os pelos do corpo humano possuem funções e características distintas. O cabelo do couro cabeludo humano, por exemplo, possui uma grande capacidade de isolamento térmico e, portanto, atua, principalmente, como isolante térmico em períodos mais frios. Além disso, o cabelo possui a capacidade de agir como protetor solar para o couro cabeludo, evitando queimaduras graves na região superior da cabeça causadas pela radiação solar e exposição prolongada ao sol.
As sobrancelhas também possuem um papel importante na proteção de determinadas área do corpo. Em particular, as sobrancelhas protegem tanto os olhos quanto as cristas ósseas, localizadas acima do olho. Devido à localização da sobrancelha no corpo, ela também é importante na comunicação interpessoal, auxiliando na expressão de emoções e desejos.
Os cílios também são de suma importância para a proteção da região ocular, inibindo a entrada e o contato entre agentes extracorporais e o globo ocular. Ainda na região facial, encontram-se os pelos nasais, responsáveis pela filtração e retardação do fluxo de ar que vai em direção aos pulmões permitindo, nesse processo, o resfriamento ou o aquecimento do ar que irá para os pulmões e, além disso, funcionam como uma proteção contra possíveis patógenos encontrados no ar que respiramos. Desse modo, os pelos que encontram-se no interior das narinas possuem certa relevância no funcionamento do sistema respiratório.
Uma característica comum a todos os pelos do corpo humano é a presença de terminações nervosas que agem como receptores sensoriais a fim de melhorar o desempenho na função protetora dos cabelos.